# Marc Newson
 (juin 2020).
Si vous disposez d'ouvrages ou d'articles de référence ou si vous connaissez des sites web de qualité traitant du thème abordé ici, merci de compléter l'article en donnant les références utiles à sa vérifiabilité et en les liant à la section « Notes et références ».
Pour les articles homonymes, voir Newson.
Marc Newson est un designer australien, né en 1963 à Sydney.

## Biographie
Marc Newson étudie la joaillerie et la sculpture au Sydney College of the Arts. Il découvre réellement l'aluminium en 1986, bricolant ce qui deviendra la chaise longue rivetée Lockeed Lounge Chair. En 1987, il s'installe à Tokyo où il crée la chaise Felt Chair. En 1991, Marc Newson s'installe à Paris où il ouvre son propre studio et travaille pour des entreprises européennes de mobilier comme Flos, Cappellini ou Moroso. Passionné d'automobiles, il fait fabriquer par le carrossier Bodylines la chaise en aluminium Alufelt Chair en 1993 ; Cappellini l'édite aussi en plastique, et un éditeur japonais la diffuse en rotin.
En 1997, installé à Londres et fonde le studio Marc Newson Ltd. Il travaille en tant que designer de mobilier pour Iittala, Alessi, Magis, B&B Italia (it), Idee et Dupont Corian et comme designer industriel pour Dassault Aviation et Ford. 
En 2005, il est choisi par la compagnie aérienne Qantas pour designer l'intérieur de l'Airbus A380.
En 2007, Astrium fait appel à lui pour réaliser le design intérieur de son projet d'avion-fusée, dont le but est de permettre des voyages commerciaux.
Marc Newson est professeur adjoint au Sydney College of the Arts.
En 2014, il rejoint Apple dirigé par le Senior Vice-President de Industrial Design Group Jonathan Ive.

## Son œuvre
Newson apprécie les matériaux nouveaux et techniques comme le carbone, l'acier, les matériaux composites... mais aussi le rotin, la ficelle, le carton.

## Réalisations marquantes

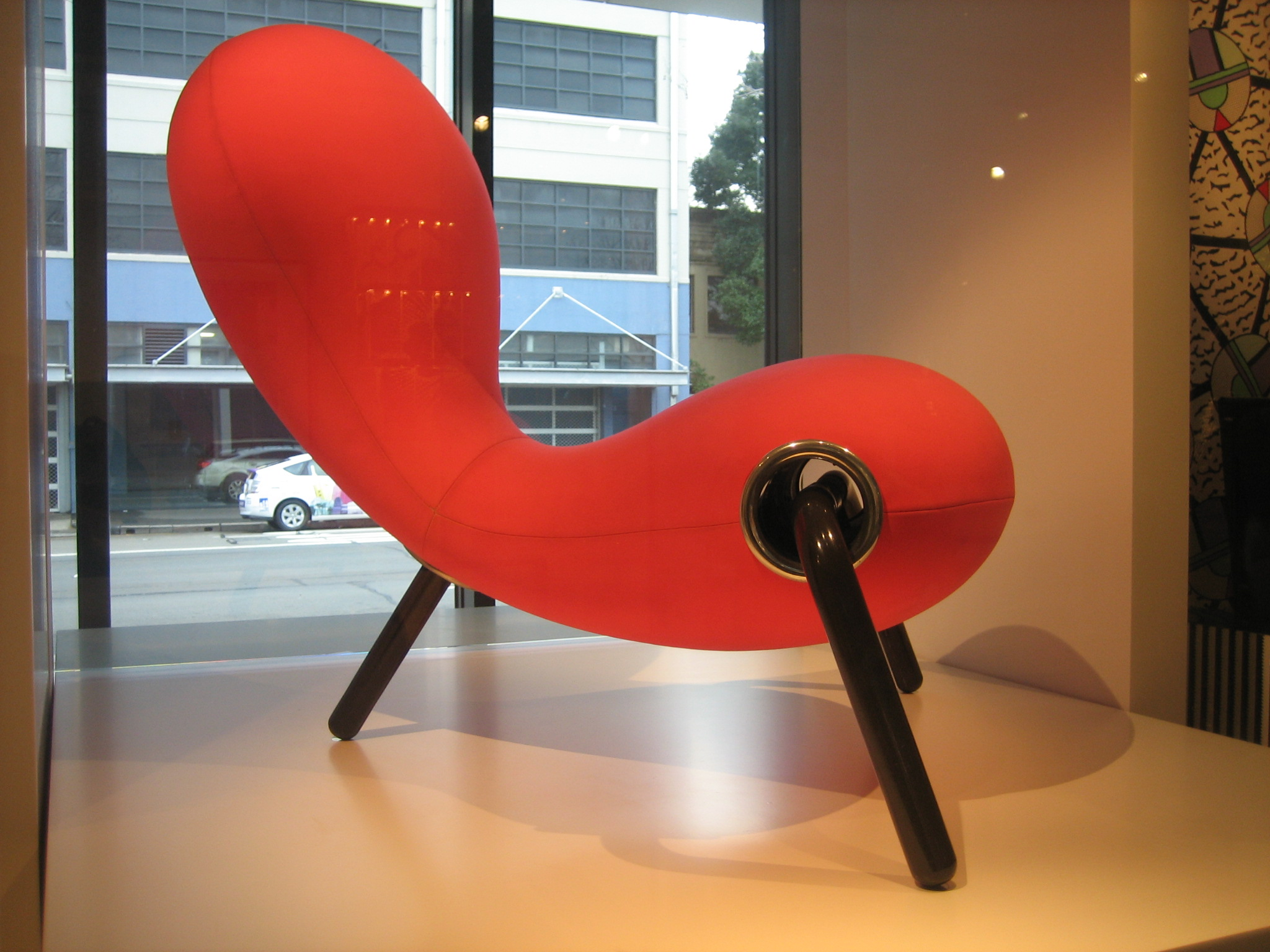
Chaise longue Embryo

- Chaise longue Lockheed Lounge (1986-88), Pod
- Lampe Super Guppy Lamp (1987), Idee
- Chaise Wood Chair (1988), Cappellini
- Chaise longue Embryo (1988), Idee (réédité par Cappellini)
- Chaise Orgone Lounge (1989)
- Chaise Felt Chair (1989), Cappellini
- Chaussure Zvezdochka (2004), Nike
- Apple Watch (2015), Apple
- Acceptance ring (2017), Airbnb

Il est l'un des designers les plus chers du marché : ses séries limitées atteignent des prix records dans les ventes aux enchères. Un exemplaire de sa chaise longue Orgone Strecht Lounge a été adjugé 520 000 $, tandis qu'un modèle en métal de la chaise longue Lockheed Lounge a été vendu 968 000 $, soit le prix le plus élevé pour une pièce de design.